# Europese kampioenschappen atletiek 2006
De negentiende Europese kampioenschappen atletiek werden van 7 tot en met 13 augustus 2006 georganiseerd in het Zweedse Göteborg, in het Ullevistadion. Het motto van deze kampioenschappen luidde "Catch the Spirit". Göteborg organiseerde eerder ook al het wereldkampioenschap atletiek 1995.
Er namen 1370 atleten uit 50 landen deel aan het EK.

## Nationale delegaties
| - Albanië - Andorra - Armenië - Azerbeidzjan - België - Bosnië en Herzegovina - Bulgarije - Cyprus - Denemarken - Duitsland - Estland - Finland - Frankrijk - Georgië - Gibraltar - Griekenland - Verenigd Koninkrijk | - Hongarije - Ierland - IJsland - Israël - Italië - Kroatië - Letland - Liechtenstein - Litouwen - Luxemburg - Macedonië - Malta - Moldavië - Montenegro - Monaco - Nederland - Noorwegen | - Oekraïne - Oostenrijk - Polen - Portugal - Roemenië - Rusland - San Marino - Servië - Slovenië - Slowakije - Spanje - Tsjechië - Turkije - Wit-Rusland - Zweden - Zwitserland |

## Belgische en Nederlandse selectie

### België
Kim Gevaert (100, 200 en 4 x 100 m)
Hanna Mariën (200 m, 4 x 100 m)
Olivia Borlée (200 m, 4 x 100 m)
Frauke Penen (4 x 100 m)
Élodie Ouédraogo (4 x 100 m)
Elisabeth Davin (4 x 100 m)
Eline Berings (100 m horden)
Veerle Dejaeghere (3000 m steeplechase)
Nathalie De Vos (5000 en 10.000 m)
Fatiha Baouf (10.000 m)
Anja Smolders (10.000 m)
Tia Hellebaut (hoogspringen)
Erik Wijmeersch (100 m)
Kristof Beyens (200 m, 4 x 100 m)
Xavier De Baerdemaker (4 x 100 m)
Nathan Bongelo (4 x 100 m)
Anthony Ferro (4 x 100 m)
Tom Schippers (4 x 100 m)
Jonathan N'Senga (110 m horden)
Cédric Van Branteghem (400 m)
Thomas Matthys (800 m)
Matthieu Vandiest (1500 m)
Tim Clerbout (1500 m)
Tom Van Hooste (5000 m)
Tom Compernolle (5000 m)
Monder Rizki (5000 en 10.000 m)
Willem Van Hoof (10.000 m)
Jesse Stroobants (10.000 m)
Pieter Desmet (3000 m steeple)
Michael Velter (hink-stap-springen)
François Gourmet (tienkamp)
Kevin Rans (polsstokhoogspringen)

### Nederland
Jacqueline Poelman (200 m)
Romara van Noort (400 m)
Adriënne Herzog (1500 m)
Lornah Kiplagat (10.000 m)
Selma Borst (10.000 m)
Miranda Boonstra (3000 m steeplechase)
Andrea Deelstra (3000 m steeplechase)
Rianna Galiart (polsstokhoogspringen)
Karin Ruckstuhl (verspringen en zevenkamp)
Denise Kemkers (kogelstoten)
Caimin Douglas (200 m, 4 x 100 m)
Guus Hoogmoed (200 m, 4 x 100 m)
Patrick van Luijk (200 m, 4 x 100 m)
Youssef el Rhalfioui (400 m)
Bram Som (800 m)
Bob Winter (1500 m)
Gert-Jan Liefers (5000 m)
Luc Krotwaar (marathon)
Hugo van den Broek (marathon)
Kamiel Maase (marathon)
Sander Schutgens (marathon)
Simon Vroemen (3000 m steeplechase)
Marcel van der Westen (110 m horden)
Gregory Sedoc (110 m horden)
Wilbert Pennings (hoogspringen)
Jan Peter Larsen (hoogspringen)
Christian Tamminga (polsstokhoogspringen)
Laurens Looije (polsstokhoogspringen)
Rutger Smith (kogelstoten en discuswerpen)
Eugène Martineau (tienkamp)
Virgil Spier (4 x 100 m)
Timothy Beck (4 x 100 m)
Daniël van Leeuwen (4 x 100 m)

## Belgische prestaties

### Mannen
- Kristof Beyens

200 m
1e ronde: 2e in de reeks: 20,61: geplaatst voor kwartfinale
kwartfinale: 2e in de reeks: 20,70: geplaatst voor halve finale
halve finale: 2e in de reeks: 20,62: geplaatst voor finale
finale: 4e plaats in 20,57 (drie honderdsten te kort voor een medaille)
- Cédric Van Branteghem

400 m
1e ronde: 3e in de reeks: 45,95: geplaatst voor halve finale
halve finale: opgegeven met blessure
- Tim Clerbout

1500 m
halve finale: 9e in de reeks: 3.48,43: uitgeschakeld
- Tom Compernolle

5000 m
halve finale: 5e in de reeks: 13.49,14: geplaatst voor finale
finale: 10e in 14.03,37
- Pieter Desmet

3000 m steeplechase
halve finale: 8ste in de reeks: uitgeschakeld
- François Gourmet

tienkamp
13e met 7971 punten
- Thomas Matthys

800 m
1e ronde: 3e in de reeks: 1.49,76: geplaatst voor halve finale
halve finale: 5e in de reeks: 1.49,65: uitgeschakeld
- Jonathan N'Senga

110 m horden
1e ronde: zwaar gevallen over de eerste horde: uitgeschakeld
- Kevin Rans

polsstokhoogspringen
kwalificaties: 5.35: uitgeschakeld
- Monder Rizki

10.000 m
finale: 17e plaats: 29.13,62
5000 m
halve finale: 4e in de reeks: 13.47,51 : geplaatst voor finale
finale: 11e in 14.04,96
- Jesse Stroobants

10.000 m
finale: 16e plaats: 28.59,91
- Matthieu Vandiest

1500 m
halve finale: 13e in de reeks: 3.50,28: uitgeschakeld
- Willem Van Hoof

10.000 m
finale: 15e plaats: 28.57,11
- Tom Van Hooste

5000 m
halve finale: 6e in de reeks: 13.53,50: geplaatst voor finale
finale: 13e in 14.15,32
- Michael Velter

hinkstapspringen
kwalificaties: 16,56: uitgeschakeld
- Erik Wijmeersch

100 m
1e ronde: 4e in de reeks: 10,55: geplaatst voor kwartfinale
kwartfinale: 3e in de reeks: 10,49: geplaatst voor halve finale
halve finale: 7e in de reeks: 10,47: uitgeschakeld

### Vrouwen
- Fatiha Baouf

10.000 m
finale: opgegeven
- Eline Berings

100 m horden
1e ronde: 6e in de reeks: 13,42: uitgeschakeld
- Olivia Borlée

200 m
1e ronde: 3e in de reeks: 23,48: geplaatst voor halve finale
halve finale: 6e in 23,90, uitgeschakeld
- Veerle Dejaeghere

3000 m steeplechase
halve finale: 3e in de reeks: 9.37,64: geplaatst voor finale
finale: 5e plaats in 9.35,78
- Nathalie De Vos

10.000 m
finale: 10e: 31.45,94 (PR)
- Kim Gevaert

100 m
1e ronde: 1e in de reeks: 11,19: geplaatst voor halve finale
halve finale: 1e in de reeks: 11,19: geplaatst voor finale
finale: goud: 11,06
200 m
1e ronde: 2e in de reeks: 22,83: geplaatst voor halve finale
halve finale: 1e in de reeks: 23,08: geplaatst voor finale
finale: goud: 22,68
- Tia Hellebaut

hoogspringen
kwalificaties: 1,92: geplaatst voor finale
finale: goud: 2,03 (nationaal record)
- Hanna Mariën

200 m
1e ronde: 2e in de reeks in 23,24: geplaatst voor halve finale
halve finale: 5e in 23,59, uitgeschakeld, 13 honderdsten te kort voor kwalificatie voor de finale
- Anja Smolders

10.000 m
finale: opgegeven

## Nederlandse prestaties

### Mannen
- 4 x 100 m estafetteploeg

Timothy Beck, Caimin Douglas, Guus Hoogmoed en Patrick van Luijk
halve finale: 38,85: geplaatst voor de finale
finale: 39,64: 8e plaats
- Hugo van den Broek

marathon
2:17.25: 22e plaats
- Guus Hoogmoed

200 m
halve finale: 20,80: niet geplaatst voor finale
- Luc Krotwaar

marathon
2:12.44: 4e plaats
- Laurens Looije

polsstokhoogspringen
finale: 5,50: 8e plaats
- Kamiel Maase

marathon
2:13.46: 9e plaats
- Marathonploeg

Luc Krotwaar, Kamiel Maase, Sander Schutgens en Hugo van den Broek
brons (medaille telt niet mee in officiële medaillespiegel)
- Eugène Martineau

tienkamp
finale: 8035 punten: 11e plaats
- Wilbert Pennings

hoogspringen
kwalificaties: 2,23: geplaatst voor finale
finale: 12e met 2,20
- Youssef el Rhalfioui

400 m
1e ronde: 47,12: niet geplaatst voor halve finale
- Sander Schutgens

marathon
2:17.11: 19e plaats
- Gregory Sedoc

110 m horden
kwalificaties: 13,67: geplaatst voor halve finale
halve finale: uitgeschakeld na geraakt te zijn door naast hem lopende atleet
- Rutger Smith

kogelstoten
finale: 20,90: brons
discuswerpen
finale: 64,46: 7e plaats
- Bram Som

800 m
finale: 1.46,56: goud
- Christian Tamminga

polsstokhoogspringen
finale: 5,40: 15e plaats
- Marcel van der Westen

110 m horden
kwalificaties: 13,73: niet geplaatst voor halve finale
- Bob Winter

1500 m
1e ronde: 3.48,35: niet geplaatst voor finale

### Vrouwen
- Miranda Boonstra

3000 meter steeplechase
gevallen in finale
- Andrea Deelstra

3000 meter steeplechase
series: 10.46,12: niet geplaatst voor finale
- Selma Borst

10.000 m
finale: 32.41,12: 19e plaats
- Rianna Galiart

polsstokhoogspringen
kwalificatie: 4,00: niet geplaatst voor finale
- Adriënne Herzog

1500 m
kwalificatie: 4.11,16 (PR): niet geplaatst voor finale
- Lornah Kiplagat

10.000 m
finale: 30.37,26: 5e plaats
- Romara van Noort

400 m
series: 52,64: niet geplaatst voor halve finale
- Jacqueline Poelman

200 m
series: 23,35: geplaatst voor halve finale
halve finale: 24,01: niet geplaatst voor finale
- Karin Ruckstuhl

zevenkamp
zilver met 6423 punten + 3 PR's en een NR met het puntentotaal
verspringen
kwalificatie: 6,29 m: niet geplaatst voor finale

## Medaillewinnaars en -winnaressen

### Mannen

#### 100 m
| rang   | atleet           | land | tijd  |
| ------ | ---------------- | ---- | ----- |
| Goud   | Francis Obikwelu | POR  | 9,99  |
| Zilver | Andrej Jepisjin  | RUS  | 10,10 |
| Brons  | Matic Osovnikar  | SLO  | 10,14 |

#### 200 m
| rang   | atleet           | land | tijd  |
| ------ | ---------------- | ---- | ----- |
| Goud   | Francis Obikwelu | POR  | 20,01 |
| Zilver | Johan Wissman    | SWE  | 20,38 |
| Brons  | Marlon Devonish  | GBR  | 20,54 |

#### 400 m
| rang   | atleet           | land | tijd  |
| ------ | ---------------- | ---- | ----- |
| Goud   | Marc Raquil      | FRA  | 45,02 |
| Zilver | Vladislav Frolov | RUS  | 45,09 |
| Brons  | Leslie Djhone    | FRA  | 45,40 |

#### 800 m
| rang   | atleet       | land | tijd    |
| ------ | ------------ | ---- | ------- |
| Goud   | Bram Som     | NED  | 1.46,56 |
| Zilver | David Fiegen | LUX  | 1.46,59 |
| Brons  | Sam Ellis    | GBR  | 1.46,64 |

#### 1500 m
| rang   | atleet              | land | tijd    |
| ------ | ------------------- | ---- | ------- |
| Goud   | Mehdi Baala         | FRA  | 3.39,02 |
| Zilver | Ivan Hesjko         | UKR  | 3.39,50 |
| Brons  | Juan Carlos Higuero | ESP  | 3.39,62 |

#### 5000 m
| rang   | atleet              | land | tijd     |
| ------ | ------------------- | ---- | -------- |
| Goud   | Jesús España        | ESP  | 13.44,70 |
| Zilver | Mo Farah            | GBR  | 13.44,79 |
| Brons  | Juan Carlos Higuero | ESP  | 13.46,48 |

#### 10.000 m
| rang   | atleet                 | land | tijd     |
| ------ | ---------------------- | ---- | -------- |
| Goud   | Jan Fitschen           | GER  | 28.10,94 |
| Zilver | José Manuel Martínez   | ESP  | 28.12,06 |
| Brons  | Juan Carlos de la Ossa | ESP  | 28.13,73 |

#### 3000 m steeplechase
| rang   | atleet            | land | tijd    |
| ------ | ----------------- | ---- | ------- |
| Goud   | Jukka Keskisalo   | FIN  | 8.24,89 |
| Zilver | Jose Luis Blanco  | ESP  | 8.26,22 |
| Brons  | Bouabdellah Tahri | FRA  | 8.27,15 |

#### 110 m horden
| rang   | atleet             | land | tijd  |
| ------ | ------------------ | ---- | ----- |
| Goud   | Staņislavs Olijars | LAT  | 13,24 |
| Zilver | Thomas Blaschek    | GER  | 13,46 |
| Brons  | Andy Turner        | GBR  | 13,52 |

#### 400 m horden
| rang   | atleet             | land | tijd  |
| ------ | ------------------ | ---- | ----- |
| Goud   | Periklís Iakovákis | GRE  | 48,46 |
| Zilver | Marek Plawgo       | POL  | 48,71 |
| Brons  | Rhys Williams      | GBR  | 49,12 |

#### 4 x 100 m
| rang   | atleten                                                           | land | tijd  |
| ------ | ----------------------------------------------------------------- | ---- | ----- |
| Goud   | Dwain Chambers Darren Campbell Marlon Devonish Mark Lewis-Francis | GBR  | 38,91 |
| Zilver | Przemyslaw Rogowski Lukasz Chyla Marcin Jedrusinski Dariusz Kuć   | POL  | 39,05 |
| Brons  | Oudéré Kankarafou Ronald Pognon Fabrice Calligny David Alerte     | FRA  | 39,07 |

#### 4 x 400 m
| rang   | atleten                                                             | land | tijd    |
| ------ | ------------------------------------------------------------------- | ---- | ------- |
| Goud   | Leslie Djhone Idrissa M'Barke Naman Keïta Marc Raquil               | FRA  | 3.01,10 |
| Zilver | Robert Tobin Rhys Williams Graham Hedman Tim Benjamin               | GBR  | 3.01,63 |
| Brons  | Daniel Dąbrowski Piotr Kedzia Piotr Rysiukiewicz Rafal Wieruszewski | POL  | 3.01,73 |

#### Hoogspringen
| rang   | atleet        | land | hoogte (m) |
| ------ | ------------- | ---- | ---------- |
| Goud   | Andrej Silnov | RUS  | 2,36 m     |
| Zilver | Tomáš Janků   | CZE  | 2,34 m     |
| Brons  | Stefan Holm   | SWE  | 2,34 m     |

#### Polsstokhoogspringen
| rang   | atleet              | land | hoogte (m) |
| ------ | ------------------- | ---- | ---------- |
| Goud   | Aleksandr Averboech | ISR  | 5,70 m     |
| Zilver | Tim Lobinger        | GER  | 5,65 m     |
| Zilver | Romain Mesnil       | FRA  | 5,65 m     |

#### Verspringen
| rang   | atleet              | land | afstand (m) |
| ------ | ------------------- | ---- | ----------- |
| Goud   | Andrew Howe         | ITA  | 8,20 m      |
| Zilver | Greg Rutherford     | GBR  | 8,13 m      |
| Brons  | Oleksiy Lukashevych | UKR  | 8,12 m      |

#### Hink-stap-springen
| rang   | atleet           | land | afstand (m) |
| ------ | ---------------- | ---- | ----------- |
| Goud   | Christian Olsson | SWE  | 17,67 m     |
| Zilver | Nathan Douglas   | GBR  | 17,21 m     |
| Brons  | Marian Oprea     | ROU  | 17,18 m     |

#### Kogelstoten[1]
| rang   | atleet        | land | afstand (m) |
| ------ | ------------- | ---- | ----------- |
| Goud   | Ralf Bartels  | GER  | 21,13 m     |
| Zilver | Joachim Olsen | DEN  | 21,09 m     |
| Brons  | Rutger Smith  | NED  | 20,90 m     |

#### Discuswerpen
| rang   | atleet             | land | afstand (m) |
| ------ | ------------------ | ---- | ----------- |
| Goud   | Virgilijus Alekna  | LTU  | 68,67 m     |
| Zilver | Gerd Kanter        | EST  | 68,03 m     |
| Brons  | Aleksander Tammert | EST  | 66,14 m     |

#### Kogelslingeren
| rang   | atleet                 | land | afstand (m) |
| ------ | ---------------------- | ---- | ----------- |
|        | Ivan Tsichan           | BLR  | 81,11 m     |
| Goud   | Olli-Pekka Karjalainen | FIN  | 80,84 m     |
| Zilver | Vadzim Dzevjatowski    | BLR  | 80,76 m     |
| Brons  | Markus Esser           | GER  | 79,19 m     |

#### Speerwerpen
| rang   | atleet              | land | afstand (m) |
| ------ | ------------------- | ---- | ----------- |
| Goud   | Andreas Thorkildsen | NOR  | 88,78 m     |
| Zilver | Tero Pitkämäki      | FIN  | 86,44 m     |
| Brons  | Jan Železný         | CZE  | 85,92 m     |

#### Tienkamp
| rang   | atleet           | land | punten |
| ------ | ---------------- | ---- | ------ |
| Goud   | Roman Šebrle     | CZE  | 8526 p |
| Zilver | Attila Zsivoczky | HUN  | 8356 p |
| Brons  | Aleksej Drozdov  | RUS  | 8350 p |

#### Marathon
| rang   | atleet          | land | tijd    |
| ------ | --------------- | ---- | ------- |
| Goud   | Stefano Baldini | ITA  | 2:11.32 |
| Zilver | Viktor Röthlin  | SUI  | 2:11.50 |
| Brons  | Julio Rey       | ESP  | 2:12.37 |

#### 20 km snelwandelen
| rang   | atleet                     | land | tijd    |
| ------ | -------------------------- | ---- | ------- |
| Goud   | Francisco Javier Fernández | ESP  | 1:19.09 |
| Zilver | Valeri Bortsjin            | RUS  | 1:20.00 |
| Brons  | Joao Vieira                | POR  | 1:20.09 |

#### 50 km snelwandelen
| rang   | atleet             | land | tijd    |
| ------ | ------------------ | ---- | ------- |
| Goud   | Yohann Diniz       | FRA  | 3:41.39 |
| Zilver | Jesús Ángel García | ESP  | 3:42.48 |
| Brons  | Yuri Andronov      | RUS  | 3:43.26 |

### Vrouwen

#### 100 m
| rang   | atleet                | land | tijd  |
| ------ | --------------------- | ---- | ----- |
| Goud   | Kim Gevaert           | BEL  | 11,06 |
| Zilver | Jekaterina Grigorjeva | RUS  | 11,22 |
| Brons  | Irina Chabarova       | RUS  | 11,22 |

#### 200 m
| rang   | atleet             | land | tijd  |
| ------ | ------------------ | ---- | ----- |
| Goud   | Kim Gevaert        | BEL  | 22,68 |
| Zilver | Joelia Goesjtsjina | RUS  | 22,93 |
| Brons  | Natalja Rusakova   | RUS  | 23,09 |

#### 400 m
| rang   | atleet              | land | tijd  |
| ------ | ------------------- | ---- | ----- |
| Goud   | Vanja Stambolova    | BUL  | 49,85 |
| Zilver | Tatjana Vesjkoerova | RUS  | 50,15 |
| Brons  | Olga Zajtseva       | RUS  | 50,28 |

#### 800 m
| rang   | atleet           | land | tijd    |
| ------ | ---------------- | ---- | ------- |
| Goud   | Olga Kotljarova  | RUS  | 1.57,38 |
| Zilver | Svetlana Kljoeka | RUS  | 1.57,48 |
| Brons  | Rebecca Lyne     | GBR  | 1.58,45 |

#### 1500 m
| rang   | atleet            | land | tijd    |
| ------ | ----------------- | ---- | ------- |
| Goud   | Tatjana Tomasjova | RUS  | 3.56,91 |
| Zilver | Joelia Tsjizjenko | RUS  | 3.57,61 |
| Brons  | Daniele Yordanova | BUL  | 3.59,37 |

#### 5000 m
| rang   | atleet            | land | tijd     |
| ------ | ----------------- | ---- | -------- |
| Goud   | Marta Domínguez   | ESP  | 14.56,18 |
| Zilver | Lilia Sjoboechova | RUS  | 14.56,57 |
| Brons  | Elvan Abeylegesse | TUR  | 14.59,29 |

#### 10.000 m
| rang   | atleet           | land | tijd     |
| ------ | ---------------- | ---- | -------- |
| Goud   | Inga Abitova     | RUS  | 30.31,42 |
| Zilver | Susanne Wigene   | NOR  | 30.32,36 |
| Brons  | Lidia Grigorjeva | RUS  | 30.32,72 |

#### 3000 m steeplechase
| rang   | atleet            | land | tijd    |
| ------ | ----------------- | ---- | ------- |
| Goud   | Alesia Toerova    | BLR  | 9.26,05 |
| Zilver | Tatjana Petrova   | RUS  | 9.28,05 |
| Brons  | Wioletta Janowska | POL  | 9.31,62 |

#### 100 m horden
| rang   | atleet          | land | tijd  |
| ------ | --------------- | ---- | ----- |
| Goud   | Susanna Kallur  | SWE  | 12,59 |
| Zilver | Derval O'Rourke | IRL  | 12,72 |
| Zilver | Kirsten Bolm    | GER  | 12,72 |

#### 400 m horden
| rang   | atleet               | land | tijd  |
| ------ | -------------------- | ---- | ----- |
| Goud   | Jevgenia Isakova     | RUS  | 53,94 |
| Zilver | Faní Halkiá          | GRE  | 54,02 |
| Brons  | Tetjana Teresjtsjoek | UKR  | 54,55 |

#### 4 x 100 m
| rang   | atleten                                                                          | land | tijd  |
| ------ | -------------------------------------------------------------------------------- | ---- | ----- |
| Goud   | Joelia Goesjtsjina Natalja Roesakova Irina Chabarova Jekaterina Grigorjeva       | RUS  | 42,71 |
| Zilver | Anyika Onuora Emma Ania Emily Freeman Joice Maduaka                              | GBR  | 43,51 |
| Brons  | Joelija Nestsjarenka Natallja Safronnikova Alena Neumiarzhitskaya Aksana Drahoen | BLR  | 43,61 |

#### 4 x 400 m
| rang   | atleten                                                              | land | tijd    |
| ------ | -------------------------------------------------------------------- | ---- | ------- |
| Goud   | Svetlana Pospelova Natalja Ivanova Olga Zajtseva Tatjana Vesjkoerova | RUS  | 3.25,12 |
| Zilver | Juliana Schalnyaruk Svjatlana Voesovitsj Anna Kozak Ilona Voesovitsj | BLR  | 3.27,69 |
| Brons  | Monika Bejnar Grazyna Prokopek Ewelina Setowska Anna Jesień          | POL  | 3.27,77 |

#### Hoogspringen
| rang   | atleet          | land | hoogte (m) |
| ------ | --------------- | ---- | ---------- |
| Goud   | Tia Hellebaut   | BEL  | 2,03 m     |
| Zilver | Venelina Veneva | BUL  | 2,03 m     |
| Brons  | Kajsa Bergqvist | SWE  | 2,01 m     |

#### Polsstokhoogspringen
| rang   | atleet            | land | hoogte (m) |
| ------ | ----------------- | ---- | ---------- |
| Goud   | Jelena Isinbajeva | RUS  | 4,80 m     |
| Zilver | Monika Pyrek      | POL  | 4,65 m     |
| Brons  | Tatjana Polnova   | RUS  | 4,65 m     |

#### Verspringen
| rang   | atleet                | land | afstand (m) |
| ------ | --------------------- | ---- | ----------- |
| Goud   | Ljoedmila Koltsjanova | RUS  | 6,93 m      |
| Zilver | Naide Gomes           | POR  | 6,84 m      |
| Brons  | Oksana Oedmoertova    | RUS  | 6,69 m      |

#### Hink-stap-springen
| rang   | atleet            | land | afstand (m) |
| ------ | ----------------- | ---- | ----------- |
| Goud   | Tatjana Lebedeva  | RUS  | 15,15 m     |
| Zilver | Hrysopiyi Devetzi | GRE  | 15,05 m     |
| Brons  | Anna Pjatych      | RUS  | 15,02 m     |

#### Kogelstoten
| rang   | atleet              | land | afstand (m) |
| ------ | ------------------- | ---- | ----------- |
| Goud   | Natallja Khoroneko  | BLR  | 19,43 m     |
|        | Nadzeja Astaptsjoek | BLR  | 19,42 m     |
| Zilver | Petra Lammert       | GER  | 19,17 m     |
| Brons  | Olga Rjabinkina     | RUS  | 19,02 m     |

#### Discuswerpen
| rang   | atleet                | land | afstand (m) |
| ------ | --------------------- | ---- | ----------- |
| Goud   | Darja Pisjtsjalnikova | RUS  | 65,55 m     |
| Zilver | Franka Dietzsch       | GER  | 64,35 m     |
| Brons  | Nicoleta Grasu        | ROU  | 63,58 m     |

#### Kogelslingeren
| rang   | atleet              | land | afstand (m) |
| ------ | ------------------- | ---- | ----------- |
| Goud   | Tatjana Lysenko     | RUS  | 76,67 m     |
| Zilver | Gulfiya Khanafeyeva | RUS  | 74,50 m     |
| Brons  | Kamila Skolimowska  | POL  | 72,58 m     |

#### Speerwerpen
| rang   | atleet            | land | afstand (m) |
| ------ | ----------------- | ---- | ----------- |
| Goud   | Steffi Nerius     | GER  | 65,82 m     |
| Zilver | Barbora Špotáková | CZE  | 65,64 m     |
| Brons  | Mercedes Chilla   | ESP  | 61,98 m     |

#### Zevenkamp
| rang   | atleet            | land | punten      |
| ------ | ----------------- | ---- | ----------- |
| Goud   | Carolina Klüft    | SWE  | 6740 p      |
| Zilver | Karin Ruckstuhl   | NED  | 6423 p      |
| Brons  | Lilli Schwarzkopf | GER  | 6420 p (PB) |

#### Marathon
| rang   | atleet          | land | tijd    |
| ------ | --------------- | ---- | ------- |
| Goud   | Ulrike Maisch   | GER  | 2:30.01 |
| Zilver | Olivera Jevtić  | SER  | 2:30.27 |
| Brons  | Irina Permitina | RUS  | 2:30.53 |

#### 20 km snelwandelen
| rang   | atleet         | land | tijd    |
| ------ | -------------- | ---- | ------- |
| Goud   | Ryta Toerava   | BLR  | 1:27.08 |
| Zilver | Olga Kaniskina | RUS  | 1:28.35 |
| Brons  | Elisa Rigaudo  | ITA  | 1:28.37 |

## Medaillespiegel
Dit is de volledige medaillespiegel. Bij een gelijke medaillestand zijn de landen op dezelfde plaats genoteerd en volgens het alfabet vermeld. Bij het polsstokspringen voor mannen en bij de 100 meter horden voor vrouwen zijn twee zilveren medailles, maar geen bronzen, toegekend.
| Plaats | Land                | Goud | Zilver | Brons | Totaal |
| 1      | Rusland             | 12   | 12     | 11    | 35     |
| 2      | Duitsland           | 4    | 5      | 2     | 11     |
| 3      | Frankrijk           | 4    | 1      | 3     | 8      |
| 5      | Spanje              | 3    | 3      | 5     | 11     |
| 4      | Wit-Rusland         | 3    | 2      | 1     | 6      |
| 6      | Zweden              | 3    | 1      | 2     | 6      |
| 7      | België              | 3    | -      | -     | 3      |
| 8      | Portugal            | 2    | 1      | 1     | 4      |
| 9      | Finland             | 2    | 1      | -     | 3      |
| 10     | Italië              | 2    | -      | 1     | 3      |
| 11     | Verenigd Koninkrijk | 1    | 5      | 5     | 11     |
| 12     | Tsjechië            | 1    | 2      | 1     | 4      |
| 13     | Griekenland         | 1    | 2      | -     | 3      |
| 14     | Bulgarije           | 1    | 1      | 1     | 3      |
| 14     | Nederland           | 1    | 1      | 1     | 3      |
| 16     | Noorwegen           | 1    | 1      | -     | 2      |
| 17     | Israël              | 1    | -      | -     | 1      |
| 17     | Letland             | 1    | -      | -     | 1      |
| 17     | Litouwen            | 1    | -      | -     | 1      |
| 20     | Polen               | -    | 3      | 4     | 7      |
| 21     | Oekraïne            | -    | 1      | 2     | 3      |
| 22     | Estland             | -    | 1      | 1     | 2      |
| 23     | Ierland             | -    | 1      | -     | 1      |
| 23     | Luxemburg           | -    | 1      | -     | 1      |
| 23     | Zwitserland         | -    | 1      | -     | 1      |
| 23     | Denemarken          | -    | 1      | -     | 1      |
| 23     | Servië              | -    | 1      | -     | 1      |
| 23     | Hongarije           | -    | 1      | -     | 1      |
| 29     | Roemenië            | -    | -      | 2     | 2      |
| 30     | Slovenië            | -    | -      | 1     | 1      |
| 30     | Turkije             | -    | -      | 1     | 1      |
| Totaal | Totaal              | 47   | 49     | 45    | 141    |

1934 ·
1938 ·
1946 ·
1950 ·
1954 ·
1958 ·
1962 ·
1966 ·
1969 ·
1971 ·
1974 ·
1978 ·
1982 ·
1986 ·
1990 ·
1994 ·
1998 ·
2002 ·
2006 ·
2010 ·
2012 ·
2014 ·
2016 ·
2018 ·
2022 ·
2024
Belgische medaillewinnaars · Nederlandse medaillewinnaars